# Rosztov Velikij
Rosztov Velikij (oroszul Росто́в Вели́кий, rövidebb mevén Rosztov) város Oroszország Jaroszlavli területén, a Nyero-tó partján; a Rosztovi járás központja. Oroszország egyik legrégebbi városa, nagyszámú építészeti műemlékkel rendelkezik. Része az Oroszországi Arany Gyűrűnek, az ősi városokat összefogó turisztikai körútnak. Lakossága 2013-ban 31 047 fő volt.

## Története

### A Kijevi Rusz idején

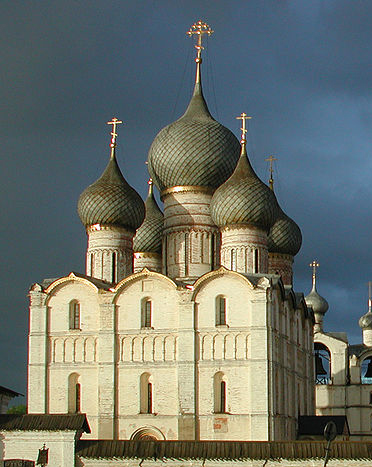
Az Uszpenszkij-székesegyház Rosztovban

A várost először az orosz őskrónika említi a 862-es évről szólva, de ekkor már fontos település volt, melyet elsősorban finnugor merják laktak. A régészeti ásatások szerint a 7. században keletkezett és a merják politikai központja volt. A 9. században a novgorodi Rurik hódította meg a várost. A későbbiekben Rosztov a Kijevi Rusz északkeleti részének fontos városa és egyik részfejedelemségének központja volt. A 11. század végétől egészen 1788-ig püspökségi (eparchia) központ. 1207-től kezdve külön részfejedelemség volt a Vlagyimiri nagyfejedelemségen belül. Rosztov ekkor élte egyik fénykorát, fejedelmi és püspöki udvara volt, 15 temploma és több kolostora, valamint jelentős piaca.

### A mongol hódítás után
A mongol hódítás idején csapatokat küldtek a nagyfejedelem segítségére, de ezután a ellenállás nélkül megadták magukat. A korábbi fejedelmet kivégezték, kiskorú fia pedig a kán vazallusa lett. 1262-ben a város lakossága fellázadt a tatár adószedők ellen. 1297-ben György moszkvai fejedelem rosztovi hercegnőt vett feleségül, de ez nem gátolta meg abban, hogy 1317-ben felgyújtsa a várost és elkergesse fejedelmét, mert az ellenfelét, a tveri Mihailt támogatta. 1328-tól kezdve Rosztov a Moszkvai fejedelemség befolyása alá kerül és az 1430-as évektől teljesen elveszti önállóságát: fejedelem helyett moszkvai kormányzó irányítja.

### A cári Oroszországban

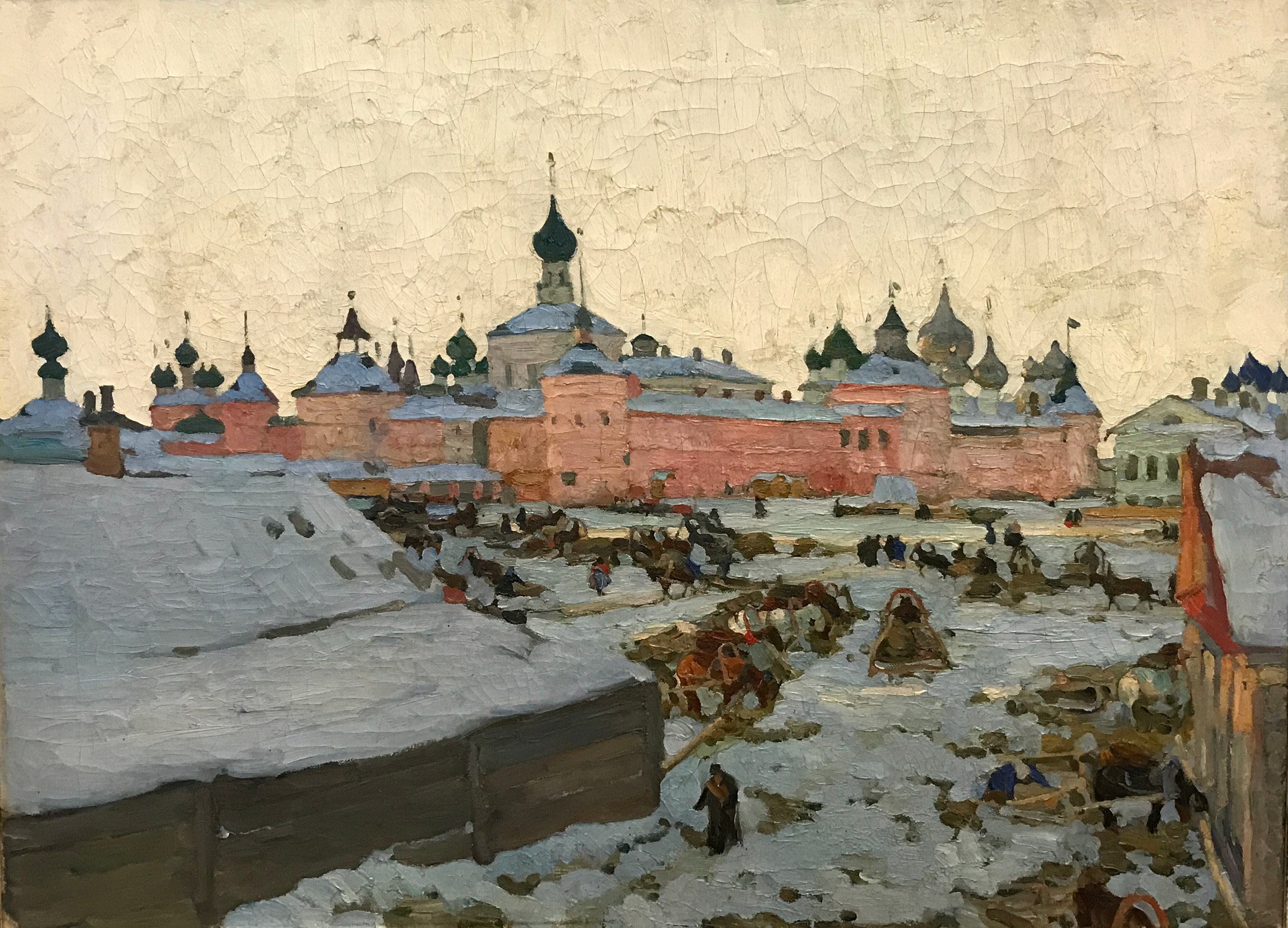
Rosztovi tél (K. Juon képe, 1906)

Rosztov az egységes orosz államban is megőrizte jelentőségét, fontos egyházi központ volt. Püspöke előbb archepiszkopkoszi, majd 1589-től metropolitai rangot kapott. A rosztovi metropolita a leggazdagabb egyházi személyek közé tartozott Oroszországban. A zavaros idők során 1608-ban a lengyelek Rosztovot felgyújtották és kirabolták, valamint a metropolitát is elhurcolták. A 17. század második felében Iona Szoszijevics metropolita kezdeményezésére jelentős építkezések kezdődtek a város központjában, ekkor alakult ki a kreml a mai formájában.

### Az újkorban
Az 1778-as kormányzósági reform során a rosztovi eparchia átkerült Jaroszlavlba. A 18. század közepétől kezdve rendezték meg a rosztovi vásárt, amelynek köszönhetően a város kereskedelmi és ipari jelentősége fokozatosan nőtt. Ebben az időszakban híresek voltak a zománcozott rosztovi dísztárgyak. 1883-ban megnyílt az Egyházi Régiségek Múzeuma. Az első vízvezetéket 1885-ben építtette a helyi lenvászongyár tulajdonosa. 1900-ban Rosztov virágzó vidéki orosz kisváros volt, 14 500 lakosát 4 iskola, papnevelde, lánygimnázium, művészeti iskola, 22 templom, 5 kolostor valamint 21 gyár szolgálta.
Az 1970-es években Rosztovot bevonták az Aranygyűrű turisztikai útvonalba, és ehhez kapcsolódóan szállodát építettek a városban. Ipari potenciálját elsősorban katonai irányultságú finommechanikai és híradástechnikai üzemek alkották. Ebben az időszakban jelentős infrastrukturális beruházások történtek, bővítették a csatornázást, a vízvezetéket és a gázellátást is.

## Turisztikai látványosságok
Rosztov belvárosa a hagyományos, 17-19. századi orosz építészet egyik gyöngyszeme. Az alább felsoroltakon kívül említésre méltó a nevezetes rosztovi harangjáték a maga 13 különböző hangú harangjával, melyek közül a legnagyobb eléri a 32 tonnát.

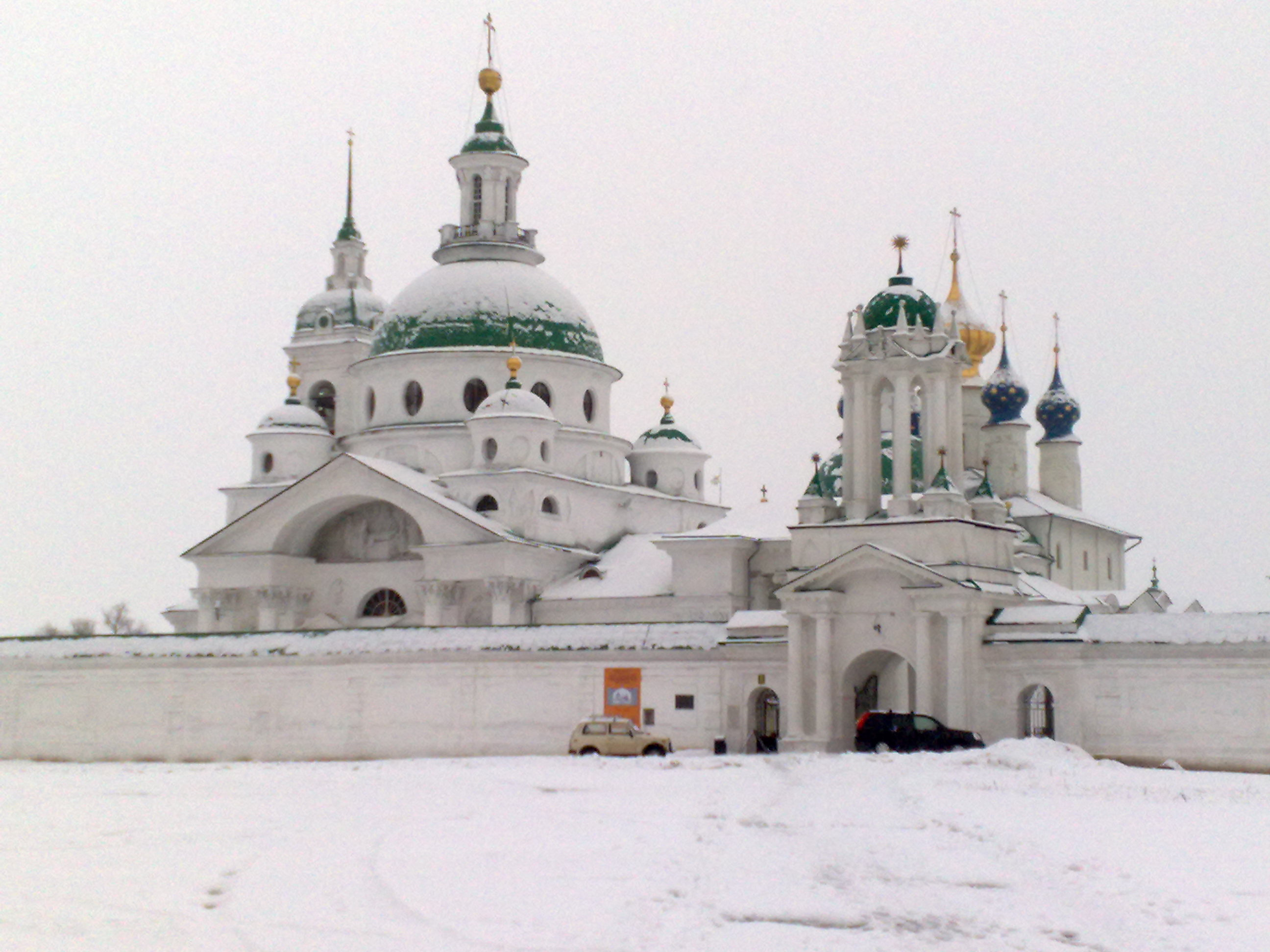
Szpaszo-Jakovlevszkij kolostor

- Avramijev Bogojavlenszkij kolostor, Rosztov legrégebbi, a 11. században alapított kolostora
- A rosztovi kreml, a régi metropolitai székhely. Miután a metropolita elköltözött, I. Sándor cár elrendelte a lebontását, de ezt csak a legmagasabb óratorony esetében hajtották végre. Fokozatosan pusztult, míg a 19. század végén a helyi kereskedők kezdeményezésére restaurálták. A tornyokkal és fallal megerősített kremlben számos templom (közülük a legjelentősebb, az 1508-ban alapított Uszpenszkij-székesegyház), palota és a harangjáték található.
- Szpaszo-Jakovlevszkij kolostor. A város nyugati felén, a Nyero-tó partján terül el, forrását a pravoszláv zarándokok gyógyhatásúnak tartják.
- Trojce-Varnyickij kolostor. 1427-ben épült Radonyezsi Szergij születésének helyszínén. 1609-ben a lengyelek kifosztották és felgyújtották, 1919-ben a szovjethatalom záratta be. 1995-ben kapta vissza az ortodox egyház.
- Rozsgyesztvenszkij kolostor. Az apácakolostort 1390-ben alapította Ioann archiepiszkoposz, Radonyezsi Szergij unokaöccse és kedvenc tanítványa.
- Rosztovi gimnázium. A gimnázium 1910-ben épült, csillagászati obszervatórium, színházterem, 300 fős előadóterem és jelentős könyvtár tartozik hozzá.

## Gazdasága
A városban 1975 óta műszergyártó finommechanikai üzem működik, amelyhez 1990-ben csatolták a korábban külön üzemelő, ipari gyémántot feldolgozó gyárat. A gyár katonai célra gyárt műszereket, főleg éjjellátó készülékeket.
2009-ben Rosztovban két nagyobb (elsősorban javítással foglalkozó) járműüzem működött, ám ekkor az egyik bezárta a helyi telephelyét és átköltözött Jaroszlavlba. Ugyanebben az évben viszont megnyílt egy tetőablakokat gyártó üzem.
Az élelmiszeriparnak nagy hagyománya van a városban, már a 19 században is foglalkoztak kávépótló- és kvaszgyártással. Ma Rosztovban hústermékeket, pékárukat, kvaszt, száraztésztát állítanak elő.
Nagy népszerűségnek örvendenek a hagyományos rosztovi zománcozott kerámiák és egyéb emléktárgyak, amelyeket mind a helyi üzemben, mind manufakturális körülmények között, kézileg is állítanak elő.

## Testvérvárosai
- Jämsä, Finnország

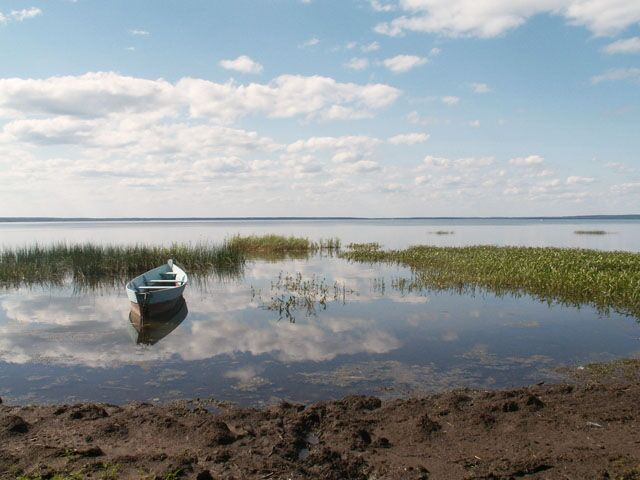
A Nyero-tó

- Stevens Point, Wisconsin, USA
- Csernyihiv, Ukrajna
- Makariv, Ukrajna
- Arzamasz, Oroszország
- Nîmes, Franciaország

## Fordítás
- Ez a szócikk részben vagy egészben  a(z)   Ростов című orosz Wikipédia-szócikk ezen változatának fordításán alapul.  Az eredeti cikk szerkesztőit annak laptörténete sorolja fel. Ez a jelzés csupán a megfogalmazás eredetét és a szerzői jogokat jelzi, nem szolgál a cikkben szereplő információk forrásmegjelöléseként.